# Parce qu'on vient de loin (chanson)
Singles de Corneille
Ensemble
(2003) Seul au monde
(2002)
Parce qu'on vient de loin est une chanson composée et interprétée par Corneille et sortie en septembre 2002. Elle est extraite de l'album Parce qu'on vient de loin sorti en 2002.

## Signification
Cette chanson autobiographique de Corneille est inspirée par le génocide des Tutsi au Rwanda, qui a décimé sa famille et fait de lui un orphelin qui a grandi trop vite. C'est le sens de cette phrase : "nous sommes nos propres pères, nous sommes nos propres mères...". Corneille raconte cette histoire tragique dans son livre « Là où le soleil disparaît », XO éditions, 2016.

## Historique
- En février 2012, la chanson est reprise par le groupe Tale of Voices vainqueur de l'émission Sing-Off 100 % Vocal. En décembre 2012, la chanson est utilisée comme hymne pour la saison 9 de l'émission Star Academy.
- En 2015, la chanson est reprise par le groupe Kids United sur son album Un monde meilleur sorti le 20 novembre 2015 (journée internationale des droits de l'enfant) au profit de l'UNICEF.

## Classements
| Classement (2004)                       | Meilleure position |
| --------------------------------------- | ------------------ |
| Belgique (Wallonie Ultratop 50 Singles) | 9                  |
| Belgique (Wallonie Ultratip 50)         | 3                  |
| France (SNEP)                           | 10                 |
| Suisse (Schweizer Hitparade)            | 33                 |

## Reprise par la saison 9 de Star Academy
Parce qu'on vient de loin est utilisée comme hymne pour la saison 9 de Star Academy diffusée entre 2012 et 2013 sur NRJ 12 et AB3.

### Accueil critique
Charles Decant de Charts in France note que l'hymne possède une « orchestration un peu plus punchy et quelques touches reggae » par rapport à l'originale.

### Clip vidéo
En décembre 2012 sort le clip vidéo de la chanson. La vidéo intègre des séquences tournées en studio et sur le deuxième prime-time.

### Prestations en direct
Lors de la première interprétation de l'hymne lors du deuxième prime-time, les élèves interprètent la chanson en play-back.